# Formica prociliata
Formica prociliata är en myrart som beskrevs av Kennedy och Richard William George Dennis 1937. Formica prociliata ingår i släktet Formica och familjen myror. Inga underarter finns listade i Catalogue of Life.

## Bildgalleri

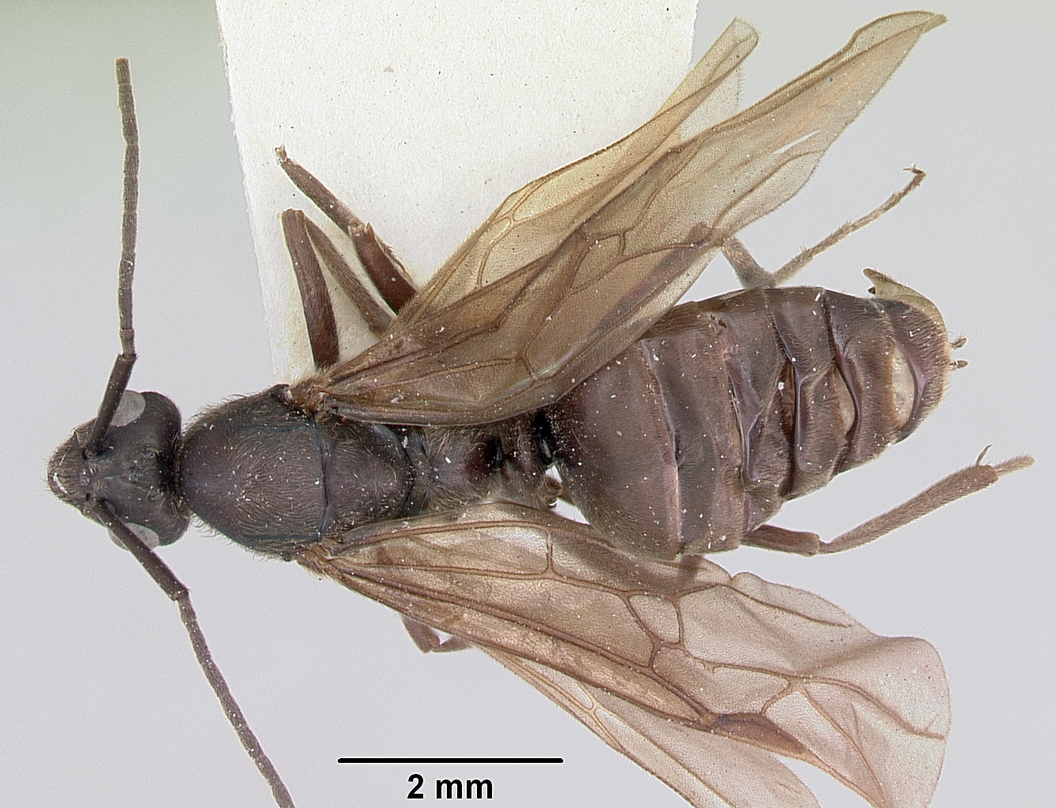
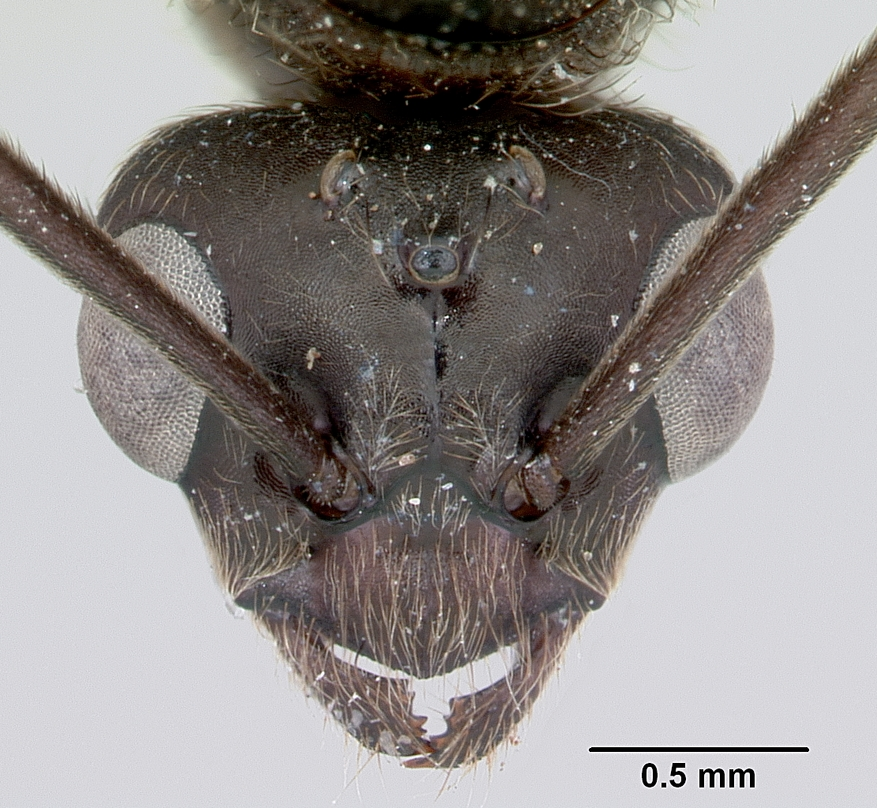
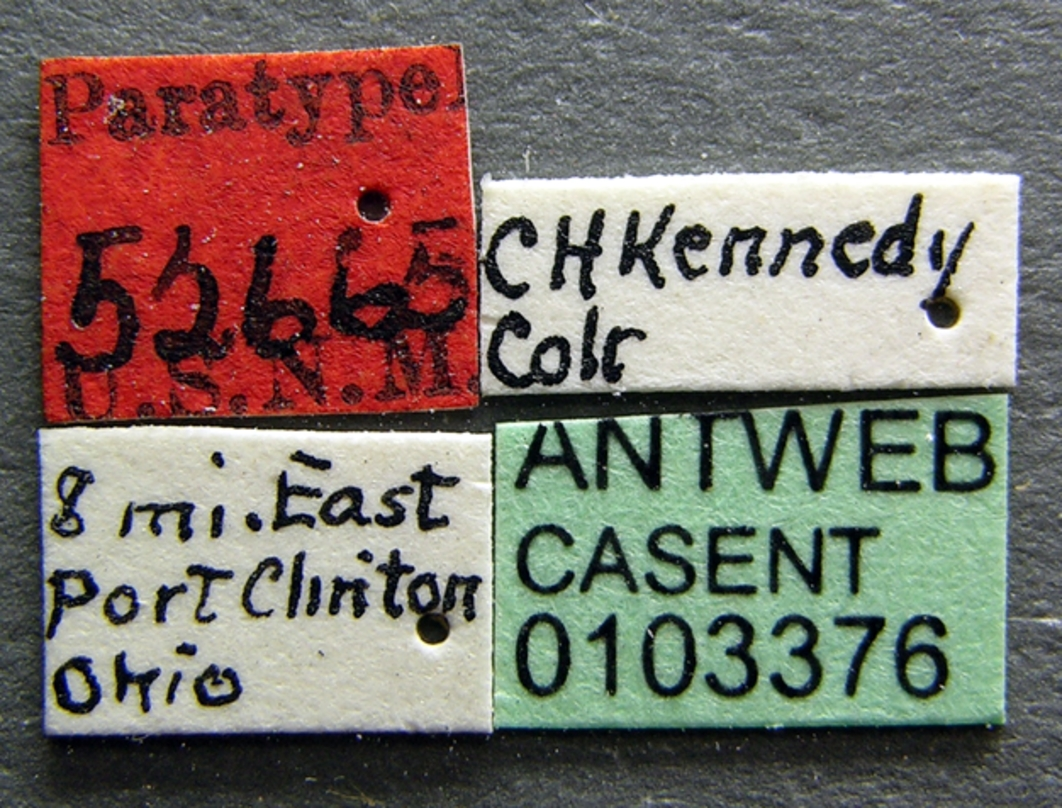
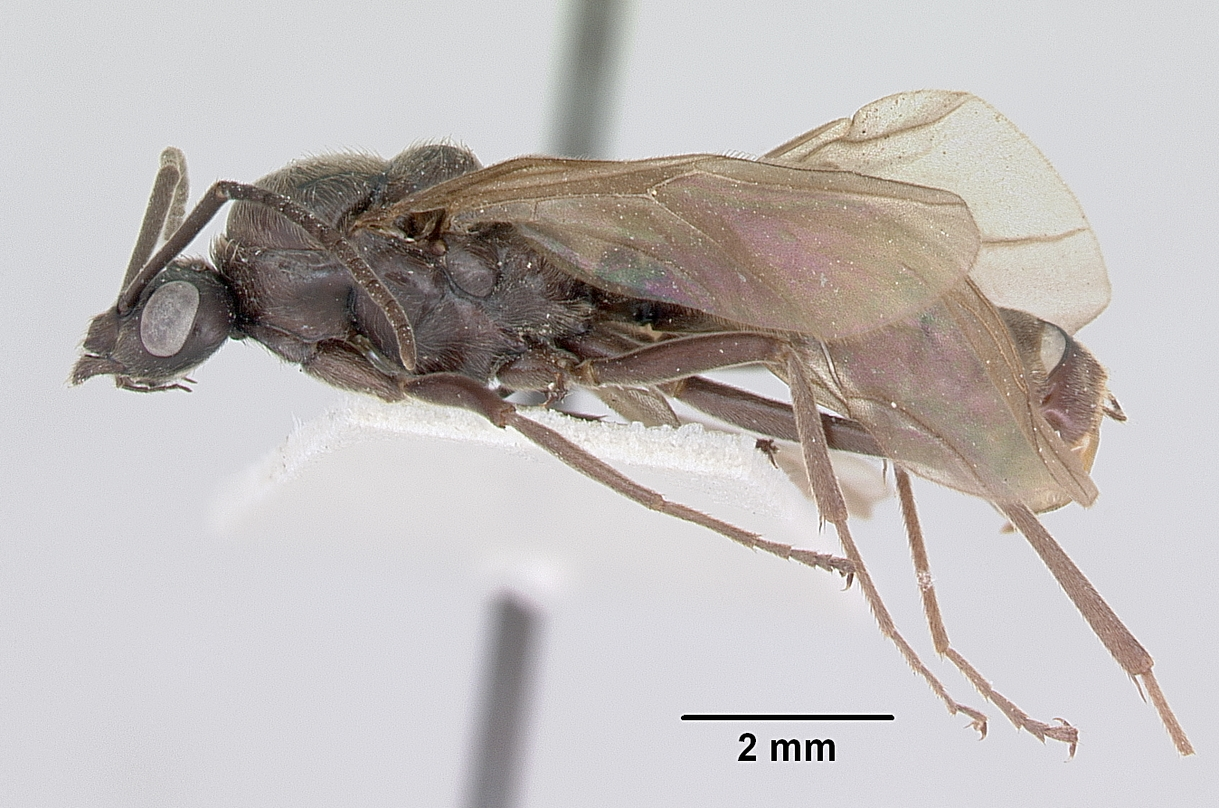
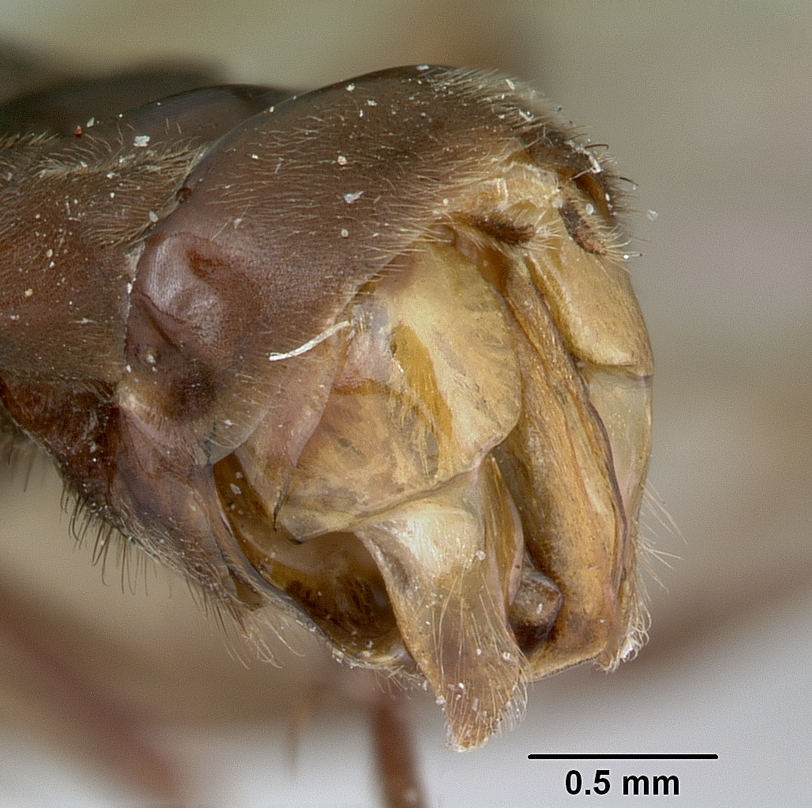
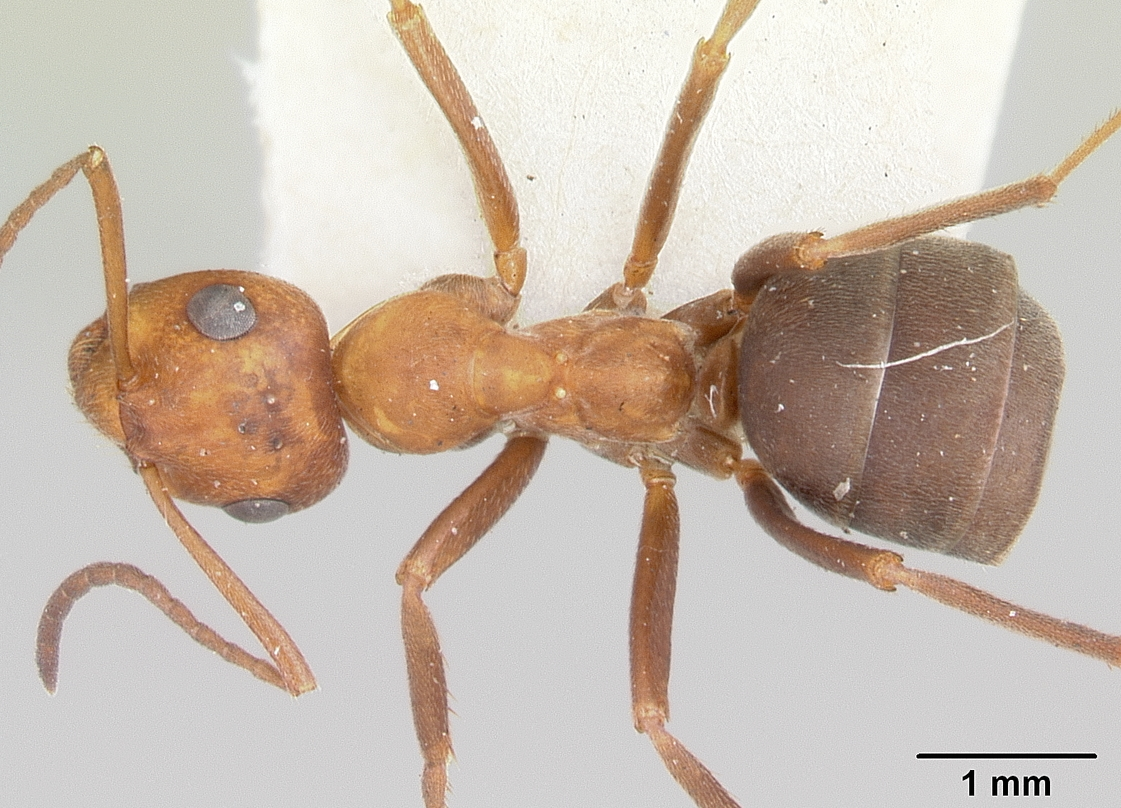